# 介贵山蹄盖蕨
介贵山蹄盖蕨（学名：Athyrium kenzo-satakei var. jieguishanense）为蹄盖蕨科蹄盖蕨属下的一个变种。

## 扩展阅读
- 維基物種上的相關：介贵山蹄盖蕨